# Violator (personaje)
Violator es un personaje ficticio del universo Spawn, creado por el artista canadiense Todd McFarlane, Violator apareció por primera vez en los capítulos de Spawn N.º 2 (junio de 1992).
Por la gran popularidad que alcanzó en la serie Spawn obtuvo su propio título en 1994. El comic book cuenta con tres tomos escritos por Alan Moore, publicado por la editorial Image Comics.

## Personaje
Cuando un Spawn posee potencial de ser oficial del Infierno, en vez de quedarse en el octavo nivel esperando con el resto, es enviado a la tierra para un entrenamiento que ayude a nutrir y fortalecer su naturaleza oscura para ser un demonio más poderoso. En este viaje, es supervisado por un demonio que se encarga que vaya por el camino elegido por Malebolgia. Este es Clown (payaso), un sujeto que se deja ver muy seguido por Rat City.
Con la forma de un hombre bajo, gordo y deforme, con cuatro dedos en cada mano y la cara pintada de blanco con una M con el fondo relleno de azul. Es vicioso, degenerado y ansioso de sangre. Su verdadera forma es la de un demonio de más de tres metros, delgado y afilado, con un gran cuerno en su espalda, ojos rojos de insecto y una boca llena de colmillos. Una criatura ruin, se caracteriza por ser más violenta de lo que incluso un demonio considera necesario. De allí recibe el nombre Violator, que lleva con orgullo.
Su origen, contrario a lo que sostiene, no es de un demonio nativo y puro nacido hace una eternidad en el Infierno. Hace seis siglos, el doctor John Dee invocó a un demonio, quien pidió le sirviera llevándole sangre y una doncella. Con ella tuvo un hijo, el primero de los cinco Hermanos Phlebiac, quien al crecer asesinó a su padre y se hizo cargo de la familia. 
Con el tiempo, llamó la atención de Malebolgia, nombrándolo custodio de los Hellspawn en la tierra, título que lo enorgulleció como reconocimiento de su amo. Pero cada vez que veía a los Hellspawn su desastrosa evolución como demonios, su paciencia se desgastaba un poco más. Así hasta que un día estas emociones tomaron la forma de una idea: ¿Por qué Malebolgia prefiere humanos en vez de demonios?; ¿nos considera acaso inferiores?. Pero jamás se atrevió a expresarlo pues sería una deshonra para su familia. Por ello lo ha guardado por siglos. 
Ahora se ha fijado como meta probar que los humanos son indignos del manto carmesí. Secretamente los manipula y presiona durante su entrenamiento para que fallen, con la esperanza de que si sucede una suficiente cantidad de veces, Malebolgia no volverá a escoger humanos como oficiales del Infierno. 
Actualmente, está a cargo del entrenamiento de Al Simmons, pero sus ideas lo desviaron de las órdenes de su amo, quien lo castigó encerrándolo en su forma humana sin poderes. Al saberlo, sus hermanos y la mafia intentaron asesinarlo pero logró engañar a Spawn para que lo restaurara (Miniserie Violator). Ahora es un agente libre en la tierra, que se dedica a atacar a Spawn y manejar a Wynn para sus fines. Eso no significa que no esté de lado del Infierno, sino que hace todo esto como una manera de dar ventaja a su bando a la hora de comenzar el Armagedón. 
Una de las tácticas que utilizó para presionar a Al fue secuestrar a Cyan, haciéndose pasar por él. Esta fue la gota que colmó el vaso, llevando a Spawn a cazarlo y a pelear eficientemente, ya que por primera vez tenía verdadero deseo de usar sus poderes, sometiendo a Clown a un martirio en que no dejó que volviera su forma real, ganando así la ventaja necesaria para inmovilizarlo y transformar todas su emociones negativas en un ácido corrosivo a escala espiritual que vomitó sobre Clown desintegrándolo completamente. 
Después de que Spawn perdiera el trono del octavo nivel, Violator regresa poseyendo la conciencia de Jason Winn, a quien manipula y convierte en un asesino en serie; tras enfrentar a Spawn, Winn se suicida, lo que permite a Violator poseer totalmente su cuerpo y contaminar a cientos de personas convirtiéndolos en sus clones, quienes atacan la ciudad y la hunden en el caos.
Tras la restauración del mundo aparece nuevamente poseyendo a un joven sobreviviente del Armagedón y revelando que a pesar de que Spawn cerró la entrada del cielo y el Infierno a la tierra, aun pueden entrar a través de la corrupción humana. Gracias a la ayuda del joven poseído, Spawn lo envía nuevamente al infierno.

## Phlebiac Brothers (Hermanos Phlebiac)
Todo comenzó alrededor del siglo XVI... en 1589 un doctor y hechicero de nombre John Dee invocó a espíritus malignos, logrando la aparición de una bestia (llamada "Phleboton del Ayres") que se alimentaba de sangre, pero no era lo único que lo satisfacía. Además requería de bellas doncellas como ofrendas, de las cuales surgieron los cinco Phlebiac Brothers: Violator, Vindicator, Vacillator, Vaporizer y Vandalizer.
Violator asesinó a su padre rompiéndole las entrañas y la espalda... después tomÓ la decisión de hacerse cargo de sus hermanos. Por esas fechas, un gran demonio llamado Malebolgia se había apoderado del octavo nivel del infierno.
Malebolgia contrató a los Phlebiac Brothers convirtiendo a Violator en Teniente en Jefe... hasta que sufrió una humillante derrota por Spawn y fue exiliado. Reapareció en la tierra como Clown a la orden de Mammon.

"¡Ah, señor Violator! Entonces todo es por rivalidad. ¡Usted odia a sus hermanos!"

Bueno, eso creo... ¡pero todos odian a mis hermanos! Sabes, la primera vez que vi a mis hermanos, deseé no haber nacido. Pero después lo pensé un poco y quise que ellos no hubieran nacido… Luego lo pensé un poco más, y deseé que hubieran nacido, vivido media hora... ¡y muerto en una terrible agonía!
por: Violator, Mundo II.

## Comic book

### Mundo parte I
| N.º | Título original    | Guionista  | Letra           | Portadista                 | Colorista             | Entintado       | Dibujante  |
| --- | ------------------ | ---------- | --------------- | -------------------------- | --------------------- | --------------- | ---------- |
| 1 | The World - Part I | Alan Moore | Tom Orzechowski | Bart Sears Mark Pennington | Olyoptics Steve Oliff | Mark Pennington | Bart Sears |
| Resumen: en algún lugar, los Phlebiac tratan de localizar a su hermano Violator a través de un oráculo de sangre, ya que fue exiliado del infierno y mandado a la Tierra en forma de humano (en Clown). Los Phlebiac deciden acabar con Violator por deshonrar a su familia; mientras en la Tierra el líder de la mafia ha contratado a un asesino de nombre Admonisher para liquidar a Clown. Admonisher localiza a Clown en un centro comercial de algún distrito de Nueva York, dando inicio la batalla; muchas vidas de inocentes se perderán. |                    |            |                 |                            |                       |                 |            |

### Mundo parte II
| N.º | Título original | Guionista  | Letra           | Portadista                 | Colorista             | Entintado       | Dibujante  |
| --- | --- | ---------- | --------------- | -------------------------- | --------------------- | --------------- | ---------- |
| 2 | The World - Part II (enlace roto disponible en Internet Archive; véase el historial, la primera versión y la última). | Alan Moore | Tom Orzechowski | Bart Sears Mark Pennington | Olyoptics Steve Oliff | Mark Pennington | Bart Sears |
| Resumen: un pedazo del infierno nace en la Tierra: los Phlebiac llegan ante el Clown. ¡No permitiremos que un maldito humano te elimine... lo haremos nosotros! Admonisher inicia un combate contra los cuatro Phlebiac creyendo que tratan de salvar al Clown; este aprovecha la distracción para escapar y buscar la ayuda de un demonio. | |            |                 |                            |                       |                 |            |

### Mundo parte III
| N.º | Título original | Guionista  | Letra           | Portadista   | Colorista             | Entintado       | Dibujante    |
| --- | --- | ---------- | --------------- | ------------ | --------------------- | --------------- | ------------ |
| 3 | The World - Part III (enlace roto disponible en Internet Archive; véase el historial, la primera versión y la última). | Alan Moore | Tom Orzechowski | Greg Capullo | Olyoptics Steve Oliff | Mark Pennington | Greg Capullo |
| Resumen: Spawn: ¡Vienes por mi ayuda! Eres detestable. Clown: Eh... creo que el Diablo me empujó. Bueno, a decir verdad, son varios; son mis hermanos, que no son tan cultos como yo. ¡Quieren matarme por deshonrar a la familia! Y, además, ¡la mafia envió a un asesino para liquidarme! Spawn: Tú no me importas. Clown: ¡Hey, vamos! ¡Te estoy haciendo un favor! ¡Se metieron a tu territorio! No podrías con ellos tú solo, pero si usaras tu magia para devolverme mis poderes... acabaríamos con ellos. Spawn: ¿Regresarte tus poderes? ¿Para que hagas más torcidas operaciones de estilo libre? ¡No desperdiciaré mi energía para ayudarte! Clown: Hey, despierta y huele el azufre. ¿Cuánta energía crees que perderás al pelear contra cuatro tipos como yo? Clown: Una vez que se levante la maldición de Malebolgia, te reintegraré la energía. Spawn: ¿Dices que cuando seas demonio me regresarás mi energía? Clown: ¡No hay problema! Spawn: Hagámoslo, ¡prepárate! Clown: ¡Funcionó! ¡Puedo cambiar a mi forma real cuando quiera! ¡Puedo sentirlo! "EL REGRESO DE VIOLATOR". | |            |                 |              |                       |                 |              |

## Origen de Violator
El personaje de Violator está basado en el asesino en serie John Wayne Gacy, a quien se le apodó con el sobrenombre del Payaso Asesino. Gacy trabajaba con el alias de Payaso Pogo durante el día e incluso asistía a salas de hospitales para alegrar la vida de los pacientes. De noche su alter ego se dedicaba a la tortura sistematizada de jóvenes a quienes enterraba en el jardín de su casa. Más de 33 víctimas es su récord macabro. Fue ejecutado con inyección letal el 10 de mayo de 1994.
- Datos: Q2328342